# 2020—2021年西南印度洋熱帶氣旋季
2020－2021年西南印度洋熱帶氣旋季在2020年11月12日開始。
此文內容只包含在西南印度洋形成的熱帶氣旋的介紹。
風暴是由留尼汪氣象部發出報告。如果一個熱帶低氣壓在南緯0-40度，東經31-55度之間增強為中度熱帶風暴的話，馬達加斯加就會為它命名。當一個熱帶低氣壓在南緯0-40度，東經55-90度之間增強為中度熱帶風暴，毛里求斯將會為它命名。

## 已被國際命名的熱帶氣旋
- 如果一個熱帶低氣壓在南緯0-40度，東經31-90度之間增強為中度熱帶風暴的話，馬達加斯加或毛里求斯就會為它命名。由於每年都會有新的名字清單，所以不會停用名字。

以下所有氣旋的強度及其他相關資訊均以留尼汪氣象部公報為準。

### 熱帶氣旋艾麗西亞（Alicia）
2020年11月12日晚間8時，留尼旺氣象部把集結在南緯4.6度，東經87.8度的92S評為熱帶擾動，給予編號01。
11月13日上午8時，留尼旺氣象部將其升格為熱帶低氣壓。
11月14日凌晨2時，聯合颱風警報中心將其升格為熱帶風暴，給予熱帶氣旋編號01S，不久後，留尼旺氣象部將其升格為中度熱帶風暴，並由毛里求斯氣象局命名為艾麗西亞（Alicia）。下午2時，留尼旺氣象部將其升格為強烈熱帶風暴。
11月16日凌晨2時，聯合颱風警報中心將其升格為一級熱帶氣旋。上午8時，留尼旺氣象部將其升格為熱帶氣旋。晚間8時，留尼旺氣象部將其降格為強烈熱帶風暴，不久後，聯合颱風警報中心將其降格為熱帶風暴。
11月17日上午8時，留尼旺氣象部將其降格為中度熱帶風暴。下午2時，留尼旺氣象部判定其已轉化為後熱帶氣旋。

#### 事後調整
聯合颱風警報中心在2022年8月5日發布的最佳路徑中，將其巔峰風速上調至75節（每小時140公里）。
留尼旺氣象部在事後發布的最佳路徑中，將其巔峰風速下調至65節（每小時120公里）。

### 強烈熱帶風暴邦戈約（Bongoyo）
11月26日凌晨2時，一個低壓在科科斯群島以西形成，美國海軍研究實驗室給予擾動編號95S。晚間9時，澳大利亞國家氣象局將其升格為熱帶低氣壓，給予編號01U。
11月30日凌晨，系統移入西南印度洋，因此改由留尼旺氣象部對其接續發報。
12月4日，聯合颱風警報中心將其評級升為「高」，並發布熱帶氣旋形成警報。
12月6日下午2時，留尼旺氣象部將其評為熱帶擾動，給予編號03。
12月7日凌晨2時，留尼旺氣象部將其升格為熱帶低氣壓。下午1時，毛里求斯氣象局率先將其升格為中度熱帶風暴，並命名為邦戈約（Bongoyo）。下午2時，留尼旺氣象部將其升格為中度熱帶風暴。下午3時，聯合颱風警報中心將其升格為熱帶風暴，給予熱帶氣旋編號02S。
12月8日下午2時，留尼旺氣象部將其升格為強烈熱帶風暴。
12月10日凌晨2時，留尼旺氣象部將其降格為中度熱帶風暴。
12月11日上午8時，留尼旺氣象部認為其已轉為殘留低氣壓。

#### 事後調整
聯合颱風警報中心在2022年8月5日發布的最佳路徑中，將其巔峰風速上調至60節（每小時110公里）。
留尼旺氣象部在事後發布的最佳路徑中，將其巔峰風速上調至60節（每小時110公里），氣壓下調至980百帕。

### 強烈熱帶風暴夏朗（Chalane）
12月20日晚間8時，留尼旺氣象部把集結在南緯12.6度，東經65.5度的95S評為不穩定天氣區，給予編號04。
12月23日下午2時，留尼旺氣象部將其升格為熱帶低氣壓。
12月24日下午2時，留尼旺氣象部將其升格為中度熱帶風暴，並由毛里求斯氣象局命名為夏朗（Chalane）。
12月26日凌晨2時，留尼旺氣象部將其降格為熱帶低氣壓。
12月27日，夏朗（Chalane）登陸馬達加斯加，留尼旺氣象部判定其為一陸上低壓，並對其停止對其發報。
隨著夏朗（Chalane）中心移出馬達加斯加陸地，12月28日下午2時，聯合颱風警報中心再度將其升格為熱帶風暴。晚間8時，留尼旺氣象部再度將其升格為中度熱帶風暴。
12月29日，夏朗（Chalane）的微波雲圖中顯示出系統正在發展風眼，並於上午11時左右發展出雲捲風眼。下午2時，留尼旺氣象部將其升格為強烈熱帶風暴。
12月30日上午，夏朗（Chalane）自莫三比克登陸，下午2時，留尼旺氣象部將其降格為中度熱帶風暴，晚間8時更再度判定其已轉變為陸上低壓，並對其發出最後報告。
12月31日凌晨，留尼旺氣象部改以特報的方式對其發報，並認為進入東南大西洋前會於那米比亞內陸減弱消散。

#### 事後調整
聯合颱風警報中心在2022年8月5日發布的最佳路徑中，將其巔峰風速上調至70節（每小時130公里）。
留尼旺氣象部在事後發布的最佳路徑中，將其巔峰氣壓下調至975百帕。

### 強烈熱帶風暴達尼洛（Danilo）
2020年12月31日上午10時，留尼旺氣象部把集結在南緯12.4度，東經72.9度的96S評為不穩定天氣區，給予編號06。
2021年1月1日晚上7時，毛里求斯氣象局將其命名為達尼洛（Danilo），晚間8時，留尼旺氣象部將其升格為中度熱帶風暴。
1月2日凌晨2時，聯合颱風警報中心將其升格為熱帶風暴，給予熱帶氣旋編號08S。
1月3日上午8時，留尼旺氣象部將其升格為強烈熱帶風暴。同時，聯合颱風警報中心將其升格為一級熱帶氣旋。

#### 事後調整
聯合颱風警報中心在2022年8月5日發布的最佳路徑中，將其巔峰風速下調至60節（每小時110公里）。
留尼旺氣象部在事後發布的最佳路徑中，將其巔峰氣壓上調至982百帕。

### 熱帶氣旋埃洛伊斯（Eloise）
1月15日上午8時，留尼旺氣象部把集結在南緯12.0度，東經66.5度的99S評為不穩定天氣區，給予編號07。
1月17日下午1時，毛里求斯氣象局將其命名為埃洛伊斯（Eloise）。下午2時，留尼旺氣象部將其升格為中度熱帶風暴。同時，聯合颱風警報中心將其升格為熱帶風暴，給予熱帶氣旋編號12S。
1月19日上午8時，留尼旺氣象部將其升格為強烈熱帶風暴。
1月22日下午2時，聯合颱風警報中心將其升格為一級熱帶氣旋。晚上8時，留尼旺氣象部將其升格為熱帶氣旋。
1月23日早上，聯合颱風警報中心將其升格為二級熱帶氣旋。不久之後，埃洛伊斯以同樣的強度在莫桑比克貝拉以北登陸。當天晚些時候，埃洛伊斯進一步向內陸移動時減弱為熱帶低氣壓。
1月25日，埃洛伊斯退化為殘留低氣壓。隨後，留尼汪氣象局發布了最終報告。
留尼旺氣象部在事後發布的最佳路徑中，將其巔峰氣壓下調至965百帕。

### 強烈熱帶風暴約書亞（Joshua）
1月12日上午11時，一個低壓在澳大利亞科科斯群島東北方形成，美國海軍研究實驗室給予擾動編號90S。
1月16日凌晨2時，聯合颱風警報中心將其升格為熱帶風暴，給予熱帶氣旋編號10S，下午開始，系統的微波雲圖顯示其正在構築雲捲風眼。晚間8時，澳大利亞國家氣象局將其升格為一級熱帶氣旋，並命名為約書亞（Joshua）。
1月17日晚上8時，系統離開澳大利亞國家氣象局責任範圍，因此改由留尼旺氣象部接續發報。

#### 事後調整
聯合颱風警報中心在2022年8月5日發布的最佳路徑中，將其在留尼旺氣象部責任區內的巔峰風速上調至50節（每小時95公里）。
留尼旺氣象部在事後發布的最佳路徑中，將其巔峰風速上調至50節（每小時95公里），氣壓下調至988百帕。

### 特強熱帶氣旋法拉吉（Faraji）
2月4日晚間10時，留尼旺氣象部把集結在南緯13.2度，東經80.9度的90S評為不穩定天氣區，給予編號10。
2月5日下午2時，留尼旺氣象部將其升格為熱帶低氣壓。下午3時，聯合颱風警報中心將其升格為熱帶風暴，給予熱帶氣旋編號19S。晚間8時，留尼旺氣象部將其升格為中度熱帶風暴，並由模里西斯氣象局命名為法拉吉（Faraji）。
2月6日下午3時，留尼旺氣象部將其升格為強烈熱帶風暴。晚間8時，聯合颱風警報中心將其升格為一級熱帶氣旋。
2月7日凌晨2時，留尼旺氣象部將其升格為熱帶氣旋。上午8時，聯合颱風警報中心將其升格為三級熱帶氣旋。下午2時，留尼旺氣象部將其升格為強烈熱帶氣旋。下午3時，聯合颱風警報中心將其升格為四級熱帶氣旋。晚間8時，聯合颱風警報中心將其降格為三級熱帶氣旋。
2月8日凌晨2時，聯合颱風警報中心將其再度升格為四級熱帶氣旋。上午8時，聯合颱風警報中心將其再度降格為三級熱帶氣旋。下午2時，聯合颱風警報中心將其三度升格為四級熱帶氣旋。
2月9日凌晨2時，留尼旺氣象部將其升格為特強熱帶氣旋，凌晨3時，聯合颱風警報中心將其升格為五級熱帶氣旋。上午9時，聯合颱風警報中心將其三度降格為四級熱帶氣旋。下午2時，留尼旺氣象部將其降格為強烈熱帶氣旋。
2月10日凌晨2時，留尼旺氣象部將其降格為熱帶氣旋。凌晨3時，聯合颱風警報中心將其三度降格為三級熱帶氣旋。上午9時，聯合颱風警報中心將其降格為二級熱帶氣旋。
2月12日凌晨4時，聯合颱風警報中心將其降格為一級熱帶氣旋。晚間8時，留尼旺氣象部將其降格為強烈熱帶風暴。晚間9時，聯合颱風警報中心將其降格為熱帶風暴。
2月13日上午8時，留尼旺氣象部將其降格為中度熱帶風暴。
2月14日下午3時，聯合颱風警報中心將其降格為熱帶低氣壓。下午4時，聯合颱風警報中心發布最終警報。
留尼旺氣象部在事後發布的最佳路徑中，將其巔峰風速下調至120節（每小時220公里），氣壓上調至935百帕。

### 熱帶氣旋關貝（Guambe）
2月16日下午2時，留尼旺氣象部把集結在南緯21.4度，東經35.4度的93S評為熱帶擾動，給予編號11。
2月17日凌晨3時，留尼旺氣象部將其升格為熱帶性低氣壓。晚間8時，留尼旺氣象部將其升格為中度熱帶風暴，並由馬達加斯加氣象局命名為關貝（Guambe）。
2月18日凌晨3時，聯合颱風警報中心將其升格為熱帶風暴，給予熱帶氣旋編號21S。晚間8時，留尼旺氣象部將其升格為強烈熱帶風暴。
2月19日下午1時，聯合颱風警報中心將其升格為一級熱帶氣旋。下午3時，留尼旺氣象部將其升格為熱帶氣旋。晚間9時，聯合颱風警報中心將其升格為二級熱帶氣旋。
2月20日上午9時，聯合颱風警報中心將其降格為一級熱帶氣旋。晚間8時，留尼旺氣象部將其降格為強烈熱帶風暴。
2月21日晚間8時，聯合颱風警報中心將其降格為熱帶風暴。
2月22日上午5時，留尼旺氣象部表示關貝已轉化為後熱帶氣旋。

#### 事後調整
聯合颱風警報中心在2022年8月5日發布的最佳路徑中，將其巔峰風速上調至90節（每小時165公里）。
留尼旺氣象部在事後發布的最佳路徑中，將其巔峰風速下調至80節（每小時150公里），氣壓上調至957百帕。

### 熱帶氣旋瑪麗安（Marian）
2021年3月1日，位於澳大利亞國家氣象局責任範圍內的瑪麗安(Marian)進入西南印度洋，雖然留尼旺氣象部未對其正式發報，但仍將其評為強烈熱帶氣旋，給予的風速為90節(每小時165公里)。
3月2日晚間8時，瑪麗安(Marian)離開留尼旺氣象部責任範圍。

#### 事後調整
留尼旺氣象部把責任區內的巔峰風速下調至85節(每小時155公里)，認為其失去強烈熱帶氣旋強度。
聯合颱風警報中心在2022年8月5日發布的最佳路徑中，將其在留尼旺氣象部責任區內的巔峰風速上調至95節（每小時175公里）。
留尼旺氣象部在事後發布的最佳路徑中，將其責任區內的風速下調至80節（每小時150公里），氣壓上調至962百帕。

### 特強熱帶氣旋哈瓦那（Habana）
3月4日上午2時，留尼旺氣象部把集結在南緯15.1度，東經66.8度的90S評為熱帶擾動，給予編號13。上午10時，留尼旺氣象部將其升格為熱帶低氣壓。
晚間7時，留尼旺氣象部將其升格為中度熱帶風暴，並由模里西斯氣象局命名為哈瓦那（Habana）。晚間8時，聯合颱風警報中心將其升格為熱帶風暴，給予熱帶氣旋編號24S。
3月5日上午11時，留尼旺氣象部將其升格為強烈熱帶風暴。下午2時，聯合颱風警報中心將其升格為二級熱帶氣旋。下午3時，留尼旺氣象部將其升格為熱帶氣旋。晚間8時，留尼旺氣象部和聯合颱風警報中心將其升格為強烈熱帶氣旋和四級熱帶氣旋。
3月7日晚間9時，聯合颱風警報中心將其降格為三級熱帶氣旋。
3月8日凌晨4時，留尼旺氣象部將其降格為熱帶氣旋。下午2時，聯合颱風警報中心將其降格為一級熱帶氣旋。
3月10日上午7時，聯合颱風警報中心將其再度升格為二級熱帶氣旋。下午2時，留尼旺氣象部和聯合颱風警報中心將其再度升格為強烈熱帶氣旋和四級熱帶氣旋。
3月13日上午6時，聯合颱風警報中心將其再度降格為三級熱帶氣旋。下午3時，聯合颱風警報中心將其降格為二級熱帶氣旋。晚間8時，聯合颱風警報中心和留尼旺氣象部將其再度降格為一級熱帶氣旋和熱帶氣旋。
3月14日上午8時，留尼旺氣象部將其降格為強烈熱帶風暴。8時，留尼旺氣象部將其再度升格為熱帶氣旋。晚間8時，留尼旺氣象部將其再度降格為強烈熱帶風暴。同時，聯合颱風警報中心將其降格為熱帶風暴。
3月15日晚間8時，留尼旺氣象部將其降格為中度熱帶風暴。
3月16日凌晨4時，留尼旺氣象部將其降格為填塞中氣旋。同時，聯合颱風警報中心發布最終警報。
留尼旺氣象部在事後發布的最佳路徑中，將其巔峰風速上調至120節（每小時220公里），氣壓下調至935百帕。

### 中度熱帶風暴伊曼（Iman）
3月4日晚間7時，留尼旺氣象部把集結在南緯16.7度，東經41.8度的91S評為熱帶擾動，給予編號14。
3月5日上午11時，留尼旺氣象部將其升格為熱帶低氣壓。
3月7日上午9時，留尼旺氣象部將其升格為中度熱帶風暴，並由馬達加斯加氣象局命名為伊曼（Iman）。
3月8日上午5時，聯合颱風警報中心將其升格為熱帶風暴，給予熱帶氣旋編號25S。下午2時，留尼旺氣象部判定為後熱帶氣旋。下午4時，聯合颱風警報中心發布最終警報。

#### 事後調整
聯合颱風警報中心在2022年8月5日發布的最佳路徑中，將其巔峰風速上調至50節（每小時95公里）。
留尼旺氣象部在事後發布的最佳路徑中，將其巔峰風速上調至45節（每小時85公里），氣壓下調至992百帕。

### 熱帶氣旋喬波（Jobo）
4月19日，一個熱帶擾動在迪戈加西亞島西南偏西方生成，美國海軍研究實驗室給予擾動編號95S。下午2時，聯合颱風警報中心將其升格為熱帶低氣壓。晚間9時，留尼旺氣象部將其評為不穩定天氣區，給予編號16。
4月20日下午3時，留尼旺氣象部將其升格為熱帶性低氣壓。晚間11時，馬達加斯加氣象局將其命名為喬波（Jobo）。
4月21日凌晨3時，留尼旺氣象部將其升格為中度熱帶風暴。上午9時，聯合颱風警報中心將其升格為熱帶風暴，給予熱帶氣旋編號29S。下午2時，留尼旺氣象部將其升格為強烈熱帶風暴。晚間8時，留尼旺氣象部將其升格為熱帶氣旋。
4月22日凌晨3時，留尼旺氣象部將其降格為強烈熱帶風暴。晚間9時，留尼旺氣象部將其降格為中度熱帶風暴。
4月24日上午8時，留尼旺氣象部將其降格為填塞中氣旋。
留尼旺氣象部在事後發布的最佳路徑中，將其巔峰氣壓下調至980百帕。

## 未被國際命名的熱帶氣旋
除了被命名的熱帶氣旋外，還有一些沒被命名的低氣壓和被聯合颱風警報中心認為是熱帶風暴的熱帶氣旋。以下列出那些熱帶氣旋的資料。

### 熱帶低氣壓02
2020年11月16日凌晨2時，留尼旺氣象部把集結在南緯9.0度，東經68.6度的93S評為熱帶低氣壓，給予編號02，不久後，聯合颱風警報中心將其評級升為「高」，並發布熱帶氣旋形成警報。
11月16日晚間，聯合颱風警報中心取消熱帶氣旋形成警報。
11月17日下午2時，留尼旺氣象部對其停止編號。

### 熱帶低氣壓05
2020年12月31日上午10時，留尼旺氣象部把集結在南緯13.4度，東經85.1度的93S評為不穩定天氣區，給予編號05，在此之前，聯合颱風警報中心便已經對它發布熱帶氣旋形成警報。
2021年1月1日凌晨2時，聯合颱風警報中心取消熱帶氣旋形成警報，並將評級降為「中」。
2021年1月3日晚上8時，留尼旺氣象部對其停止編號。

### 熱帶低氣壓09
1月27日晚間8時，系統由留尼旺氣象部接續發報，當時留尼旺氣象部將其判定為熱帶低氣壓，並給予編號09。同時，聯合颱風警報中心將其降格為熱帶低氣壓。
1月28日上午8時，聯合颱風警報中心對其發出最後報告。晚間8時，留尼旺氣象部對其發出最後報告。
1月30日凌晨2時，聯合颱風警報中心再次給予發展評級「低」。
2月2日下午4時，聯合颱風警報中心取消所有評級。

### 熱帶低氣壓15
3月25日下午5時，留尼旺氣象部把集結在南緯8.3度，東經64.7度的98S評為不穩定天氣區，給予編號15。
3月27日下午3時，留尼旺氣象部將其升格為熱帶性低氣壓。
3月28日晚間8時，留尼旺氣象部判定已減弱為低氣壓。

## 氣旋季影響
以下表格顯示了2020－2021年西南印度洋熱帶氣旋季的所有熱帶氣旋以及它們的登陸資料。在括號內的死亡人數屬於非直接，但仍與風暴有關的死亡。所有破壞及死亡數字都包括風暴在擾動及溫帶氣旋階段時的資料。
| 風暴名稱 | 持續日期                                       | 最高強度     | 持續風速      | 氣壓                           | 影響地區                                             | 損失 （美元） | 死亡人數 | 來源        |
| -------- | ---------------------------------------------- | ------------ | ------------- | ------------------------------ | ---------------------------------------------------- | ------------- | -------- | ----------- |
| 艾麗西亞 | 11月12日－11月17日                             | 熱帶氣旋     | 每小時120公里 | 975百帕斯卡（28.79英寸汞柱）   | 無                                                   | 無            | 無       |             |
| 02       | 11月16日－11月17日                             | 熱帶低氣壓   | 每小時55公里  | 999百帕斯卡（29.50英寸汞柱）   | 無                                                   | 無            | 無       |             |
| 邦戈約   | 11月30日(進入西南印度洋)－12月11日             | 強烈熱帶風暴 | 每小時110公里 | 980百帕斯卡（28.94英寸汞柱）   | 科科斯群島                                           | 無            | 無       |             |
| 夏朗     | 12月20日－12月30日                             | 強烈熱帶風暴 | 每小時110公里 | 975百帕斯卡（28.79英寸汞柱）   | 馬達加斯加、莫桑比克、辛巴威、波札那、納米比亞       | 未知          | 7        | [ 1 ]       |
| 05       | 12月28日(進入西南印度洋)－1月3日               | 熱帶低氣壓   | 每小時55公里  | 998百帕斯卡（29.47英寸汞柱）   | 科科斯群島                                           | 無            | 無       |             |
| 達尼洛   | 12月28日－1月13日                              | 強烈熱帶風暴 | 每小時100公里 | 982百帕斯卡（29.00英寸汞柱）   | 查戈斯群島                                           | 無            | 無       |             |
| 埃洛伊斯 | 1月15日－1月25日                               | 熱帶氣旋     | 每小時150公里 | 965百帕斯卡（28.50英寸汞柱）   | 馬達加斯加、莫三比克、馬拉威、辛巴威、南非、史瓦帝尼 | $1000萬       | 27       | [ 2 ] [ 3 ] |
| 約書亞   | 1月17日(進入西南印度洋)－1月20日               | 強烈熱帶風暴 | 每小時95公里  | 988百帕斯卡（29.18英寸汞柱）   | 無                                                   | 無            | 無       |             |
| 09       | 1月27日(進入西南印度洋)－2月2日                | 熱帶低氣壓   | 每小時55公里  | 1,001百帕斯卡（29.56英寸汞柱） | 無                                                   | 無            | 無       |             |
| 法拉吉   | 2月5日－2月14日                                | 特強熱帶氣旋 | 每小時220公里 | 935百帕斯卡（27.61英寸汞柱）   | 無                                                   | 無            | 無       |             |
| 關貝     | 2月16日－2月22日                               | 熱帶氣旋     | 每小時150公里 | 957百帕斯卡（28.26英寸汞柱）   | 馬達加斯加、史瓦帝尼王國、莫三比克                   | >$100萬       | 無       | [ 4 ]       |
| 瑪麗安   | 3月1日(進入西南印度洋)－3月2日(離開西南印度洋) | 熱帶氣旋     | 每小時150公里 | 962百帕斯卡（28.41英寸汞柱）   | 無                                                   | 無            | 無       |             |
| 哈瓦那   | 3月4日－3月16日                                | 特強熱帶氣旋 | 每小時220公里 | 935百帕斯卡（27.61英寸汞柱）   | 無                                                   | 無            | 無       |             |
| 伊曼     | 3月4日－3月8日                                 | 中度熱帶風暴 | 每小時85公里  | 992百帕斯卡（29.29英寸汞柱）   | 馬達加斯加、留尼旺                                   | 無            | 無       |             |
| 15       | 3月27日－3月28日                               | 熱帶低氣壓   | 每小時55公里  | 998百帕斯卡（29.47英寸汞柱）   | 無                                                   | 無            | 無       |             |
| 喬波     | 4月19日－4月24日                               | 熱帶氣旋     | 每小時120公里 | 980百帕斯卡（28.94英寸汞柱）   | 馬達加斯加、莫三比克                                 | 無            | 無       |             |
| 季節總結 |                                                |              |               |                                |                                                      |               |          |             |
| 16個氣旋 | 2020年11月12日－2021年4月24日                  |              | 每小時220公里 | 935百帕斯卡（27.61英寸汞柱）   |                                                      | >$1100萬      | 34       |             |

## 2020-21年風暴名單
西南印度洋的熱帶氣旋是由世界氣象組織西南印度洋熱帶氣旋委員會命名。由毛里裘斯、馬拉維、莫桑比克、納米比亞、塞舌爾、南非、斯威士蘭、津巴布韋、坦桑尼亞、博茨瓦納、科摩羅、萊索托和馬達加斯加提供名字。當熱帶氣旋在東經55度以西達到「中度熱帶風暴」的強度，位於馬達加斯加的熱帶氣旋警告中心就會為該系統命名。當熱帶氣旋在東經55度及東經90度之間達到「中度熱帶風暴」的強度，位於毛里裘斯的熱帶氣旋警告中心就會為該系統命名。本年未用名稱以灰色表示，黑體字表示今年已經使用過，粗體名稱表示該風暴活躍中，橙色表示下一個即將使用的熱帶氣旋名稱。每季風暴名稱僅使用一次，季後留尼旺氣象部會把已使用的名稱除名，未使用的名稱將會保留至下一輪中使用。
| - Alicia - Bongoyo - Chalane - Danilo - Eloise - Faraji - Guambe - Habana - Iman | - Jobo - Kanga - Ludzi（未用） - Melina（未用） - Nathan（未用） - Onias（未用） - Pelagie（未用） - Quamar（未用） - Rita（未用） | - Solani（未用） - Tarik（未用） - Urilia（未用） - Vuyane（未用） - Wagner（未用） - Xusa（未用） - Yarona（未用） - Zacarias（未用） |